# Ath-Thaura (Syrien)
ath-Thaura (arabisch الثورة, DMG aṯ-Ṯaura; früher at-Tabqa / الطبقة / aṭ-Ṭabaqa) ist eine syrische Stadt, die sich im Gouvernement ar-Raqqa befindet, etwa 55 km westlich der Stadt ar-Raqqa.
Südlich befindet sich der Militärflugplatz at-Tabqa.

## Geschichte
ath-Thaura hieß früher at-Tabqa. Der Name „ath-Thaura“ bedeutet wörtlich „die Revolution“, in Anlehnung an die Revolution des 8. März, als die gesamtarabische Baath-Partei zusammen mit der Baath-Partei im Irak durch einen Staatsstreich die Macht in Syrien übernahm. Die Tabqa-Talsperre, die eine Verbindung zwischen dem Euphrat und dem Assad-See schafft, wurde nahe ath-Thaura errichtet. Die Stadt hatte bei der letzten Volkszählung 2004 eine Bevölkerungszahl von 69.425.
Im syrischen Bürgerkrieg seit 2011 befand sich die Stadt unter Herrschaft verschiedener Gruppierungen. Am 10. Mai 2017 fielen Stadt und die Talsperre in die Hände der Demokratischen Kräfte Syriens (SDF). Im Zuge einer Offensive auf die IS-Hochburg ar-Raqqa griffen die SDF, die von der internationalen Allianz gegen den Islamischen Staat unterstützt werden, den IS in Ath-Thaura im April 2017 an. Die Sicherung der Talsperre war dabei ein wichtiger Punkt.
Infolge der Türkischen Militäroffensive in Nordsyrien 2019 wurde die Stadt ath-Thaura von der Syrischen Armee übernommen.

## Persönlichkeiten
- Ghalia al-Rahhal (* 1974), Menschenrechtsaktivistin